# 歌謡スポットライト
『歌謡スポットライト』（かようスポットライト）は、NHK-FM放送で2007年4月2日から2009年3月27日まで放送されていた歌謡曲番組である。

## 概要
パーソナリティは、元NHKアナウンサーの吉川精一。
NHK-FMではこれまで12時台と13時台に「ひるの歌謡曲」、「歌謡スクランブル」といった、歌謡曲の番組を放送していたが、2006年3月に毎日1人の歌手を取り上げた「ひるの歌謡曲」の放送が終了したため、リスナーから本格的な歌謡曲の番組の再開を求められていた。それに応える形で、2007年4月からひるの歌謡曲の実質的なリメイク版としてこの番組が登場した。
「ひるの歌謡曲」と同じく1人の歌手に毎回スポットを当て、その歌手の曲を届けるほか、スタジオでは毎回若手・中堅の歌手がゲストとして登場し、パーソナリティとともにその歌手の歌の魅力を伝えている。なお、毎週金曜はゲストによる選曲で編成されていた。
NHKワールド・ラジオ日本でも国会中継、高校野球全国大会などでラジオ第1放送の同時放送ができない際の単発番組のひとつとして不定期で放送されることもあった。